# Représentation in figura

La représentation in figura (expression latine pour « en figure » ou « par le visage ») est un procédé pictural, qui était très en vogue à la Renaissance. Il consiste en une sorte d'autoportrait par le peintre, qui se portraiture dans un coin de l'image et signe ainsi son œuvre.
L'auto-représentation est alors un élément secondaire du tableau, et non pas le sujet principal comme dans l'autoportrait. 
Le peintre pouvait représenter son visage (figura) sous différentes formes : soit il l'attribuait à un personnage de l'Histoire sainte ou de l'Antiquité (ainsi, Le Caravage s'est peint en Goliath dans le David avec la tête de Goliath de 1610, mais aussi sous la figure de Narcisse) ; soit il se montrait parmi un groupe traditionnel (ainsi, Raphaël dans L’École d'Athènes est peint à l'extrême droite, fixant le public) ; soit il inscrivait sa présence par un procédé réflexif, comme la surface réfléchissante du miroir dans Saint Jean Baptiste et le donateur Henri Von Werl de Robert Campin. 
L'identification du visage du peintre reposait sur la tradition : des chroniques contemporaines ou des Vies signalaient la ressemblance : dans sa Vie des peintres, Carel Van Mander identifie les frères Van Eyck dans le retable L'Agneau mystique) ; mais également par des marqueurs conventionnels : miroir figurant le hors champ du tableau, regard d'un personnage tourné vers le spectateur (Jan Van Eyck dans L'Agneau mystique), mention verbale (la phrase « Van Eyck a ici été présent » au-dessus du miroir convexe, au centre du Portrait des Arnolfini par Jean Van Eyck). Ce procédé peut s'étendre à des parents, des amis, des collègues ou des rivaux du peintre (dans L’École d'Athènes de Raphaël, Michel-Ange est portraituré en Héraclite, Léonard de Vinci en Platon, Bramante en Euclide). Le cinéaste Alfred Hitchcock a repris le procédé : dans presque tous ses films, sa silhouette obèse et son visage si caractéristique apparaissent furtivement au détour d'une séquence.
La signification de cette technique n'est pas simple à retrouver, et sans doute n'était-elle pas univoque : cette technique pouvait être une allusion à l'idée qui voulait que l'inventeur de la peinture soit Narcisse : « les peintres se liquéfient et se dissolvent comme Narcisse dans l’image de sa beauté » écrivait Paolo Pino. Mais elle pouvait aussi être un moyen de signifier la promotion du statut du peintre, passé d'artisan à artiste durant la Renaissance, et qui désormais méritait donc le prestige d'être représenté, autant que le donateur qui finançait le tableau. Enfin, ce pouvait être une façon de mettre en abyme le processus créatif. Une tendance récente de l'histoire de l'art est d'envisager le procédé comme une forme d'autofiction picturale.